# 脱出 (1972年の日本の映画)
『脱出』（だっしゅつ）は、1972年（昭和47年）、西村京太郎の原作を元に、同名の脚本を岡田文亮と共同で執筆した和田嘉訓が監督し、近代放映が製作した日本の長篇劇映画である。東宝が配給する予定で製作されたが、同社は本作の公開を見送り、いわゆる「お蔵入り」となった映画作品である。

## 略歴・概要
和田嘉訓は、前作の『銭ゲバ』（1970年）から2年を経て、同作同様、近代放映での製作で、本作にとりかかった。原作は西村の初映画化作品となる。出版早々に映画化権の争奪戦が始まり、何人もの監督たちが西村の元を訪れた。当時世間を賑わせたあさま山荘事件と内容が被るという判断で東宝は本作の公開見送りを決めた。その通達は、主人公が日本を脱出するシーンを撮影するクランクアップの日に横浜港で現場スタッフに言い渡された。しかし作品を完成させることは許可され、試写は行われた。試写を観た田山力哉はお蔵入りを残念がっていたという。スピードポスターとスタジオメールは作成されたが、本ポスターは作られなかった。しかし1974年（昭和49年）8月31日から2週間、北海道の札幌日活館で『青春の蹉跌』『妹』との3本立てで上映されたことが確認されている。同作のほかに、西村潔監督の『夕映えに明日は消えた』、小澤啓一監督の『太陽への挑戦』など、東宝が公開を見送った作品は存在する。
2012年（平成24年）7月現在、東京国立近代美術館フィルムセンターは、同作の上映用プリントなどを所蔵していない。
2016年10月渋谷シネマヴェーラで開催された映画特集「荒木一郎の世界」にて特別上映された。うち一日には、本作に出演する荒木一郎と主演のフラワー・メグによるトークショーが行われた。
しかしこの上映の後、東宝は本作のフィルムをジャンクしてしまったという。

## キャスト
- 岡田サチオ - ピート・マック・ジュニア
- 山田アキコ - フラワー・メグ
- 白川つとむ - 荒木一郎
- 鈴村進一 - 林ゆたか
- ダミイ - 石橋蓮司
- 高梨降一 - 原田大二郎
- 井上警部補 - 青木義朗
- 湯浅刑事 - 東野孝彦
- 阿部課長 - 野村明司
- 左右田英介 - 太刀川寛
- 左右田公造 - 柳永二郎
- 須貝 - 佐久間三雄
- トミー・オブライエン - ダニエル
- マダム - 中村たつ
- ホステス - 山口美也子

## 作品データ
- 製作 - 近代放映
- 上映時間 （巻数 / メートル） - 不明 （巻 / メートル）
- フォーマット - カラー映画 - ビスタサイズ（1.85:1） - 24fps - モノラル録音
- 映倫番号 - 不明（新映倫、一般映画指定）
- 公開日 -  日本 1972年予定
- 配給 -  東宝

## スタッフ
- 製作 - 青木藤吉、宮沢利徳
- 監督 - 和田嘉訓
- 原作 - 西村京太郎
- 脚本 - 和田嘉訓、岡田文亮
- 製作補 - 岡田文亮
- 監修 - 須川栄三
- 撮影 - 鷲尾馨
- 照明 - 山口虎男
- 美術 - 薩谷和夫
- 録音 - 宮下光威
- 編集 - 井上治
- スチル - 秦大三
- 音楽 - 高島あきひこ（たかしまあきひこ）
- 助監督 - 高畑正